# Vampirates
Vampirates é uma série de livros do autor britânico Justin Somper sobre um casal de filhos gêmeos, Connor e Grace Tempest, que se separam no mar e são apanhados por dois navios muito diferentes. O termo "vampirata" refere-se a um vampiro que vive no navio pirata Nocturne, posteriormente alterado para Nocturnal para se diferenciar dos vampiratas rebeldes e descontrolados.